# Thrinchostoma aciculatum
Thrinchostoma aciculatum är en biart som beskrevs av Blüthgen 1928. Thrinchostoma aciculatum ingår i släktet Thrinchostoma och familjen vägbin. Inga underarter finns listade i Catalogue of Life.